# کاولیک (آریزونا)
کاولیک (به انگلیسی: Cowlic) یک منطقهٔ مسکونی در ایالات متحده آمریکا است که در آریزونا واقع شده‌است. کاولیک ۲٫۰۷ کیلومتر مربع مساحت و ۱۱٬۲۶۵ نفر جمعیت دارد.